# (6287) Lenham
Pour les articles homonymes, voir Lenham (homonymie).
(6287) Lenham est un astéroïde de la ceinture principale.

## Description
(6287) Lenham est un astéroïde de la ceinture principale. Il fut découvert le 8 janvier 1984 à la station Anderson Mesa par Edward L. G. Bowell. Il présente une orbite caractérisée par un demi-grand axe de 3,14 UA, une excentricité de 0,12 et une inclinaison de 1,1° par rapport à l'écliptique.

## Compléments